# Pootjesslangen
Pootjesslangen (Chamaesaura) zijn een geslacht van hagedissen uit de familie gordelstaarthagedissen (Cordylidae).

## Naam
De groep werd voor het eerst wetenschappelijk beschreven door Johann Gottlob Schneider in 1801. De Nederlandstalige naam pootjes-slangen slaat op de kleine poten en het slang-achtige lichaam van de dieren. In andere talen worden ze wel vernoemd naar de habitat, zoals het Engelse grass lizard (grashagedissen).

## Verspreiding en habitat
Alle soorten komen voor in delen van zuidelijk Afrika en leven in de landen Angola, Congo-Kinshasa, Kenia, Mozambique, Oeganda, Swaziland, Tanzania,  Zambia, Zimbabwe, Zuid-Afrika. Zie voor het verspreidingsgebied per soort de soortenlijst onderaan.
Pootjesslangen zijn uitgesproken graslandbewoners. Ze leven op de bodem waar ze niet opvallen tussen de takken en bladeren in de strooisellaag. De habitat bestaat uit graslanden met hier en daar open plekken of rotsachtige streken die deel begroeid zijn met gras. Een belangrijk gevaar zijn bosbranden die binnen het natuurlijk verspreidingsgebied veel voorkomen.

## Uiterlijke kenmerken
De kopromplengte bedraagt ongeveer 13 tot 17 centimeter. De staart is drie tot vier keer zo lang als het lichaam. Het lijf is langwerpig van vorm, de lichaamsdoorsnede is bijna vierkant door de afgeplatte onder- en bovenzijde. Op de rug zijn verharde platen gelegen die de hagedis vrij stijf maken in zijn voortbeweging. Pootjesslangen worden vaak verward met slangen.
De lichaamskleur is bruin, vaak met lichtere tot gele accenten en een gelige buik. De kop is duidelijk te onderscheiden van het lichaam door een halsachtige insnoering en de brede kaken. De ogen zijn groot en niet slangachtig; de ogen hebben geschubde oogleden in tegenstelling tot slangen die onbeweeglijke, doorzichtige oogleden hebben. De gehooropeningen zijn duidelijk zichtbaar.
Alle soorten hebben sterk gedegenereerde poten die op het eerste gezicht zelfs lijken te ontbreken. Bij nadere beschouwing zijn twee kleine voor- en achterpootjes zichtbaar. De poten hebben geen functie bij de voortbeweging, maar zijn wel belangrijk voor het in balans blijven tijdens het kruipen. Ondanks de kleine pootjes zijn de hagedissen juist daaraan te herkennen. De grootschubpootjesslang heeft als enige van de vijf geen voorpoten meer. Aan de achterpoten is altijd een enkele teen aanwezig. De Transvaalse pootjesslang heeft aan zowel de voorpoot als de achterpoot altijd vijf vingers en tenen. De soort Chamaesaura miopropus heeft één vinger aan iedere voorpoot en een enkele teen aan iedere achterpoot. De overige twee soorten hebben voor- en achterpoten waarbij het aantal vingers en tenen kan verschillen. Chamaesaura tenuior heeft altijd één vinger maar een of twee tenen. De Kaapse pootjesslang ten slotte heeft één of twee vingers aan de voorpoot en een of twee tenen aan de achterpoot.

## Levenswijze
Alle soorten zijn eierlevendbarend en brengen vijf tot twaalf levende jongen ter wereld. Deze zijn al zo'n 15 centimeter lang, de staart van de juvenielen is slechts twee keer zo lang als het lichaam.
Op het menu staan kleine, bodembewonende insecten zoals kevers en sprinkhanen. Hoewel de hagedissen bodembewoners zijn, klimmen ze bij het loeren op prooien in de grasstengels.
Als een pootjesslang wordt bedreigd kan de staart worden afgeworpen, dit wordt ook wel caudale autotomie genoemd. Het verlies van de staart beperkt de hagedis in de voortbeweging maar de staart groeit relatief snel weer aan.

## Verwantschap en taxonomie

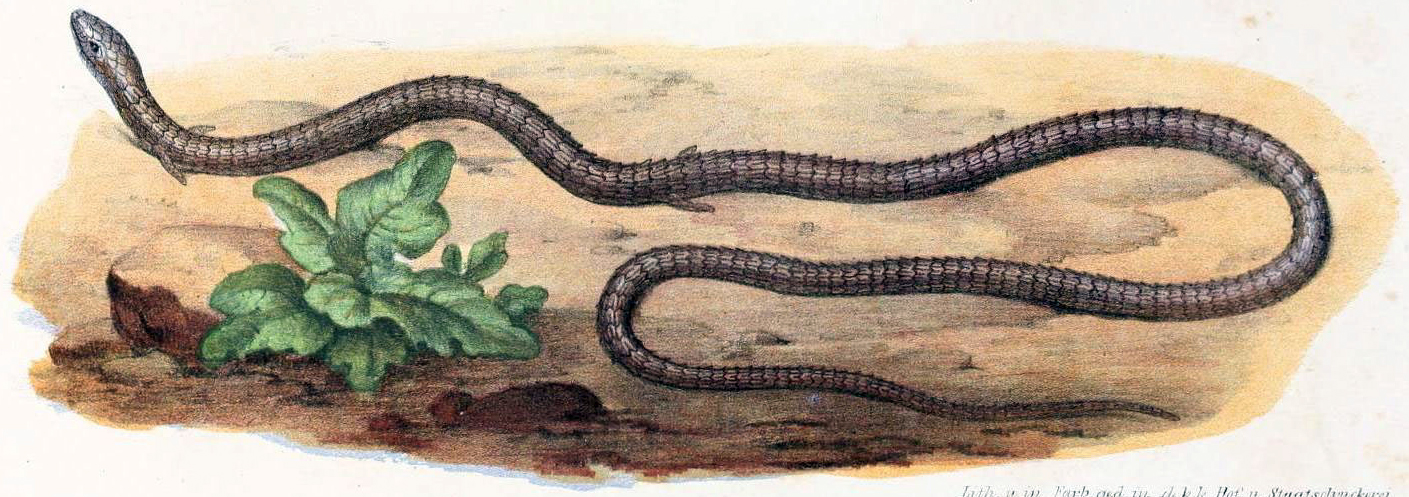
Tekening uit 1867 van de Kaapse pootjesslang.

Anatomisch en genetisch zijn ze erg nauw verwant aan de andere soorten uit hun familie. Uit recent onderzoek blijkt dat, hoewel uiterlijk erg verschillend, de pootjesslangen samen met de  echte gordelstaarthagedissen en de onechte gordelstaarthagedissen eigenlijk tot dezelfde groep behoren.
Er zijn tegenwoordig vijf verschillende soorten maar lange tijd werden er slechts drie soorten erkend. In veel literatuur wordt deze verouderde situatie nog vermeld. Het soortenaantal is opgelopen omdat twee voormalige ondersoorten tegenwoordig als aparte soorten worden erkend. De soort Chamaesaura miopropus was vroeger een ondersoort van de grootschubpootjesslang (Chamaesaura macrolepis) en Chamaesaura tenuior werd beschouwd als een ondersoort van de Kaapse pootjesslang (Chamaesaura anguina).

## Soortenlijst
| Soorten uit het geslacht Chamaesaura            | Soorten uit het geslacht Chamaesaura | Soorten uit het geslacht Chamaesaura                                                 |
| ----------------------------------------------- | ------------------------------------ | ------------------------------------------------------------------------------------ |
| Naam                                            | Auteur                               | Verspreidingsgebied                                                                  |
| Transvaalse pootjesslang (Chamaesaura aenea)    | Fitzinger, 1843                      | Zuid-Afrika                                                                          |
| Kaapse pootjesslang (Chamaesaura anguina)       | Linnaeus, 1758                       | Angola, Congo-Kinshasa, Kenia, Mozambique, Oeganda, Swaziland, Tanzania, Zuid-Afrika |
| Grootschubpootjesslang (Chamaesaura macrolepis) | Cope, 1862                           | Angola, Congo-Kinshasa, Swaziland, Tanzania, Zambia, Zimbabwe, Zuid-Afrika           |
| Chamaesaura miopropus                           | Boulenger, 1894                      | Angola, Congo-Kinshasa, Tanzania, Zambia                                             |
| Chamaesaura tenuior                             | Günther, 1895                        | Kenia, Oeganda, Tanzania, Zaïre                                                      |